# Выборы в ландтаг Рейнланд-Пфальца 1971
Выборы в ландтаг Рейнланд-Пфальца 1971 года состоялись 21 марта. Грандиозную победу на выборах обеспечил премьер-министр земли Гельмут Коль из Христианско-демократического союза (CDU), который набрал абсолютное большинство. С тех пор Социал-демократической партии Германии (SPD), которая ранее была в коалиции с Христианско-демократическим союзом (CDU), пришлось перейти в оппозицию. В свою очередь Национал-демократической партии Германии (NPD) не удалось пройти пятипроцентный барьер и она не была представлена в ландтаге.

## Начальное положение
Коалиции Христианско-демократический союз — Свободная демократическая партия противостояли оппозиционные Социал-демократическая партия Германии и Национал-демократическая партия Германии. До 1969 года премьер-министром был Петер Альтмейер, затем — Гельмут Коль.

## Результаты выборов
Распределение мест после выборов 1971 года
Выборы в ландтаг состоялись 21 марта 1971 года. Участие в выборах приняло 5 партий.
- Общее количество избирателей: 2 584 585;
- Количество явившихся избирателей: 2 052 908;
- Явка избирателей: 79,43%, из них:
  - действительные голоса: 2 026 372;
  - недействительные голоса: 26 536.

| Партия                              | Партия                                         | Голосов   | %     | Мест | Изменений |
| ----------------------------------- | ---------------------------------------------- | --------- | ----- | ---- | --------- |
|                                     | Христианско-демократический союз (CDU)         | 1 012 847 | 49,98 | 53   | ▲4        |
|                                     | Социал-демократическая партия Германии (SPD)   | 821 350   | 40,53 | 44   | ▲5        |
|                                     | Свободная демократическая партия (FDP)         | 120 444   | 5,94  | 3    | ▼1        |
|                                     | Национал-демократическая партия Германии (NPD) | 53 882    | 2,66  |      | ▼8        |
|                                     | Германская коммунистическая партия (DKP)       | 17 849    | 0,88  |      |           |
| Недействительных бюллетеней         | Недействительных бюллетеней                    | 26 536    | -     | -    | -         |
| Всего                               | Всего                                          | 2 026 372 | 100   | 100  | -         |
| Зарегистрированных избирателей/явка | Зарегистрированных избирателей/явка            | 2 052 908 | 79,43 | -    | -         |

Первоначальное распределение мест было изменено после решения Федерального конституционного суда от 11 октября 1972 года, где некоторые пункты местного избирательного законодательства были признаны неконституционными. В итоге, Свободная демократическая партия (FDP) получила 3 дополнительных места, в то время как Социал-демократическая партия Германии (SPD) потеряла 2 места, а Христианско-демократический союз (CDU) — 1.